# Nosso Lar
Nosso Lar (titulada Nuestro hogar en Hispanoamérica y Astral City en España) es una película brasileña de 2010, de los géneros drama y espiritismo, escrita y dirigida por Wagner de Assis. El guion se basó en el libro homónimo, publicado en 1944, psicografiado por el médium Chico Xavier, bajo la influencia del espíritu André Luiz.
La película está protagonizada por el actor Renato Prieto en el papel del personaje principal, André Luiz, y también cuenta con algunos actores y actrices de renombre de la tele-dramaturgia brasileña, como Othon Bastos, Ana Rosa y Paulo Goulart, entre otros.
Estrenada el 3 de septiembre de 2010, la película fue un éxito de taquilla, habiendo llegado a una audiencia de 1,6 millones de espectadores en 10 días y en total, fue vista por más de 4 millones de espectadores.
Describe la vida tras la muerte física, mostrando cómo la vida sigue después en otros planos de la realidad, está basada en una historia real narrada por el médium Francisco Cândido Xavier (Chico Xavier) en el libro del mismo título, dictado a través de un proceso de psicografía (escritura automática) por su protagonista, desde una dimensión no física de la existencia después de su vida en la Tierra. En esa vida el ser protagonista de la historia fue un médico brasileño, durante las últimas décadas del siglo XIX y las primeras del siglo XX. En éste y otros libros, prefirió referirse a sí mismo con el pseudónimo de André Luiz, que no es su nombre de entonces.
El relato muestra la evolución de André en los reinos espirituales. La narración se convirtió en un libro de gran éxito, con decenas de ediciones tras su publicación en 1944. La película fue estrenada en 2010, dirigida por Wagner de Assis y distribuida por la 20th Century Fox. La música es de Philip Glass, por una cuestión de sensibilidad, conviene advertir que los primeros 16 minutos de la película, que narran la experiencia de la dimensión denominada "Umbral", son realistas y bastante desagradables.
En 2015 fue anunciada una segunda película, Nosso Lar 2 - Os Mensageiros, prevista para su estreno en 2020.
El actor que representa a André Luiz es Renato Prieto. La película cuenta con la actuación de conocidos actores y actrices de televisión en Brasil como Othon Bastos, Ana Rosa y Paulo Goulart, entre otros. Fue grabada entre julio y septiembre de 2009 en locaciones en Río de Janeiro y Brasilia, se estrenó el 3 de septiembre de 2010, y fue vista por más de 1,6 millones de espectadores en sus diez primeros días en los cines.

## Sinopsis

#### En el Umbral
Cuando André Luiz, un prominente y ególatra médico brasileño y padre de tres hijos muere, en lugar de despertar en lo que él había creído que sería el cielo o algo parecido, se encuentra en una especie de pantano sombrío, lleno de criaturas apocalípticas. Aunque más o menos sabe que ha muerto, sigue sintiendo hambre, frío, sed y miedo, lo cual hace aumentar su confusión.
Tras un tiempo viviendo en esa confusión y desesperación, su estado le lleva a implorar ayuda a un mundo espiritual que él intuye que hay más allá de todo aquello. Su ruego es escuchado y varios espíritus angélicos acuden a rescatarlo y le llevan a una de los miles de colonias o ciudades espirituales que hay alrededor de la Tierra, llamada Nuestro Hogar.
Más adelante sabrá que hasta entonces ha estado en un mundo no físico, cercano a la Tierra, que es conocido con el nombre de Umbral, un limbo o purgatorio en el que, como en los demás mundos, su realidad -desagradable- se corresponde con el tipo de sentimientos y pensamientos -egocéntricos- que tenían quienes en él están cuando partieron de la Tierra.

#### En Nuestro Hogar
André se da cuenta por fin de que está definitivamente muerto físicamente. Sigue teniendo un cuerpo, aunque menos denso que el de la Tierra, y el tiempo sigue siendo real allí en ese nuevo mundo.
Nuestro Hogar es un lugar de armonía, donde alrededor de un millón de seres espirituales viven en paz, trabajando por el bien de la humanidad, por la autoevolución y esperando la próxima reencarnación. Van subiendo de un estado a otro a medida que van avanzando en amor, tanto allí como en sucesivas vidas terrestres.
De hecho, se le dice, la vida material en la Tierra es una escuela de crecimiento espiritual. Es una proyección simplificada de aquella otra vida en las colonias que hay en dimensiones superiores, más elevada que la de la Tierra en todos los sentidos, no sólo en amor, sino también en organización, servicio e innovaciones.
La vida en un mundo espiritual así es reconfortante, optimista y positiva, más intensa y variada que en la Tierra. A medida que se recupera, André pasa a través de varias experiencias, conversaciones y relaciones que elevan su mentalidad.
Se va así convirtiendo en un ser más consciente y altruista. Se encuentra con gente conocida, también con su madre -que está en un nivel de energía más luminoso que el suyo- y sabe de otra gente –su padre, por ejemplo- que está en un nivel más denso.
En todo ese proceso se encuentra con su mayor enemigo: él mismo, su sombra psicológica. Se da cuenta entonces de cómo sus excesos materiales y vacíos espirituales en la Tierra acabaron por minar su vida, a través de una especie de suicidio físico y moral progresivo. Al irse ahora encontrando a sí mismo, irá asumiendo lecciones que cambiarán radicalmente su orientación en adelante.

#### La nueva actividad de André Luiz
Su tarea pasa a ser entonces la de valorar el amor, a través del humilde y duro trabajo de servicio de ayuda a los muchos hermanos que van llegando de la Tierra, del Umbral y de otros mundos inferiores, en un estado anímicamente deteriorado, como fue su caso al principio.
En todo ese tiempo André siente una fuerte necesidad de visitar a su familia en la Tierra, a la que echa de menos. Para poder hacerlo debe primero mejorar espiritualmente a través de ese trabajo que allí realiza, haciendo así a la vez méritos suficientes para ser autorizado a esa visita.
Finalmente, al cabo de un tiempo, su deseo se hace realidad: se le concede permiso para descender como espíritu a la Tierra y ver a su familia. Pero han pasado diez años desde su muerte, y se encuentra con que su esposa se ha vuelto a casar y prefiere no recordarlo a él, y que sus hijos han crecido. La situación no le gusta.
Sintonizar con esa baja vibración de egoísmo y rechazo, le devuelve, automáticamente, al mundo del Umbral. Pero sabe sobreponerse y retornar a una conciencia de aceptación y amor puro, más elevada, y al hacerlo revierte instantáneamente su situación a mejor, volviendo así a esas escenas de visita a su familia. Regresa feliz a Nuestro Hogar tras su misión, para seguir aprendiendo más felicidad al servir y amar a los demás y al recibir así su amor.

#### Resumen y continuidad
La película, en definitiva, describe cómo en esas otras dimensiones no físicas se sigue evolucionando, y se va y se viene de ellas una y otra vez. No hay nada que temer en ese proceso de crecimiento hacia la felicidad, aunque ese perfeccionamiento puede verse dificultado por resistencias personales y apegos.
Su resumen es que lo que en la Tierra se llama muerte no es más que la transición de un estado a otro de la vida, no el final de nada.
La continuación de esta historia puede verse en varios de los libros escritos por Chico Xavier, al dictado de otros seres espirituales evolucionados, a los que podía ver casi físicamente al hacerlo.
Uno de ellos, Los mensajeros, ha servido de base a la segunda película de la serie, Nosso Lar 2 – Os Mensageiros, en rodaje desde 2015 y actualmente en fase de preproducción.
Ese segundo libro relata más actividades realizadas, en Nuestro Hogar y en otras colonias, en beneficio de quienes están viviendo su vida en la Tierra. También da cuenta de la somnolencia e inestabilidad -temporales- cuando tras la muerte se persiste en negar la realidad de la vida espiritual. Finalmente el libro muestra el poder de la oración.

## Producción
La película fue rodada durante los meses de julio, agosto y septiembre de 2009 en locaciones de Río de Janeiro y Brasilia . Los dibujos detallados del mapa de la ciudad de Nosso Lar, así como la arquitectura de los edificios, ministerios y casas, fueron creados por la médium Heigorina Cunha a través de sus observaciones realizadas durante sus salidas de su cuerpo (escisión) en marzo de 1979, conducido y guiado por el espíritu de Lucius. Sus dibujos fueron aclarados y confirmados por Chico Xavier que realmente era la ciudad "Nuestro Hogar" y luego sirvió de inspiración para crear el aspecto arquitectónico de la ciudad que se ve en la película. 
Renato Prieto se preparó durante seis meses para actuar en Nosso Lar . Durante este período, perdió 18 kilos, mediante seguimiento médico y una dieta que reducía los carbohidratos y permitía una cantidad muy baja de calorías.
Alrededor del 90% de las escenas requerían algún tipo de efecto especial, desde la creación de edificios, calles y casas de la ciudad de los espíritus hasta la aparición de los espíritus y la forma en que viven. El muro de Nosso Lar fue construido en realidad, en una hacienda en Guaratiba, en la ciudad de Río de Janeiro. El edificio tenía 70 metros de largo y siete metros de alto. Una vez finalizada la filmación en Guaratiba, el portal y 20 metros del muro fueron transportados al barrio São Cristóvão de Río. Allí se filmó en detalle la entrada y la avenida principal de la ciudad de Nosso Lar.
Las escenas del exterior de Nosso Lar fueron rodadas en el Monumento dos Pracinhas, en Río de Janeiro. Las escenas del umbral fueron rodadas en una cantera del barrio de Jacarepaguá, en Río de Janeiro, en un espacio de 10 mil metros cuadrados. En las escenas de la casa de Lísias, la calle se compuso utilizando construcciones reales y efectos visuales para reproducir las casas de Nosso Lar. Se construyeron fachadas de algunas casas y, con la ayuda de paneles chroma key, se creó el efecto de una calle llena de casas.
Se necesitó más de media tonelada de hielo seco para reproducir diferentes tipos de humo.
El aerobús que aparecía en la película medía 14 metros de largo y pesaba siete toneladas. Fue construido en Novo Hamburgo , Rio Grande do Sul y tardó cinco días en llegar a Río de Janeiro, donde fue filmado. La única forma de transportarlo era usando un carro extendido. 

## Recepción
Érico Borgo, en su reseña para Omelete , escribió:
"[La película] tiene muchos defectos (...) El resultado, aunque debería deleitar a quienes ya conocen la obra original, es redundante y agotador para los interesados en Nosso El hogar sólo como cine. (...) La solución sólo empeora cuando los personajes catedráticos (...) [que] explican todo, todo el tiempo. El drama, por lo tanto, es mero telón de fondo para una película de reafirmación y difusión de lo espírita doctrina (...) Lo que cuesta entender es cómo una película con una doctrina tan positiva (...) pisotea la fe de los demás en nombre del espectáculo (...) la llegada a Nosso Lar de la víctimas del Holocausto , [con] Estrellas de David cosido al pecho y peyot al cabello, es difícil de ver. Si bien trata de ser respetuosa y solemne, la secuela ignora las diferencias fundamentales en los conceptos de vida eterna de las dos religiones y me pareció equivocada e invasiva. No importa cuán seguro estés de tus creencias: son tuyas y no de otra persona".

## Elenco
- Renato Prieto.... André Luiz
- Fernando Alves Pinto... Lísias
- Rosanne Mulholland... Eloísa
- Inez Vianna... Narcisa
- Rodrigo dos Santos... Tobias
- Werner Schünemann... Emmanuel
- Clemente Viscaíno... Ministro Clarêncio
- Ana Rosa... Laura, madre de Lísias
- Othon Bastos... Anacleto, Gobernador de Nosso Lar
- Paulo Goulart... Ministro Genésio
- Helena Varvaki... Zélia
- Aracy Cardoso... Dona Amélia, paciente de André Luiz
- Selma Egrei... Madre de André Luiz
- Nicola Siri... Ernesto, actual marido de Zélia
- Lisa Fávero... Clarice, hija de André Luiz
- César Cardadeiro... Mariano a los 18 años, hijo de André Luiz
- Chica Xavier... Ismália, empleada casa de André Luiz
- Amelia Bittencourt... Judite, tía de Lísias
- Vania Veiga... Iolanda, tía de Lísias
- Aramis Trindade... Paciente del hospital
- Lu Grimaldi... Ministra Veneranda
- Ana Beatriz Correa... Lucia, novia de Lísias
- Ana Kutner... Asistente del Ministerio del Esclarecimento
- Anna Cotrim... Madre de Eloísa
- André Luiz Miranda... Joven Min. Comunicación
- Cristina Xavier... Ismália a los 35 años
- Gabriel Azevedo... André Luiz a los 20 años
- Gabriel Scheer... André Luiz a los 10 años
- Jeniffer Oliveira... Clarice a los 10 años
- Ana Beatriz Caruncho... Maria Clara a los 10 años
- Pedro Lucas Lopes... Mariano a los 10 anos
- Alexandre Wacker... Espírito del Umbral
- Luciano Cazz... Espíritu del Umbral
- Adriana Mattos... Espíritu del Umbral
- Carlos Tenório... Espíritu del Umbral
- Angela Maria Brito... Espíritu del Umbral